# سرگذشت‌نامه دارک فینکس
سرگذشت‌نامه دارک فینکس (به انگلیسی: The Dark Phoenix Saga) مجموعه داستان نه قسمتی از مردان ایکس در خط داستان‌های دنیای مارول کامیکس است، که بر روی جین گری و فینکس فورس متمرکز شده‌است. این مجموعه توسط کریس کلیرمونت نویسندگی و به‌وسیلهٔ جان بیرن تصویرگری شده‌است. 
گاهی اوقات به دو بخش تقسیم می‌شود، با «سرگذشت‌نامه فینکس» ( مردان-ایکس غیرطبیعی شماره‌های ۱۰۱-۱۰۸، سال‌های ۱۹۷۶-۱۹۷۷، با نویسندگی و تصویرگری برین و دیو کاکرکام) با اشاره به فرض ظاهری گری از قدرت فینکس و تعمیر کریستال ام کران، و سرگذشت‌نامه دارک فینکس (مردان - ایکس غیرطبیعی شماره‌های ۱۲۹-۱۳۸، سال ۱۹۸۰) که به فساد و سقوط او اشاره دارد. این یکی از معروف ترین و به شدت مرجع داستان در کمیک‌های ابرقهرمان اصلی آمریکا است و به‌طور گسترده‌ای کلاسیک محسوب می‌شود.
این مجموعه داستان برای سریال انیمیشنی مردان ایکس اقتباس شده‌است و همچنین اشاره‌هایی از قدرت فینکس در فیلم لایو اکشن ایکس ۲ شد. سومین فیلم لایو اکشن مردان ایکس، مردان ایکس: آخرین ایستادگی که در سال ۲۰۰۶ منتشر شد، حاوی عناصری از داستان است. سریال انیمیشنی ولورین و مردان ایکس در پایان فصل اول خود حماسه "دارک فینکس" را اقتباس کرد، گرچه بسیاری از عناصر داستان را تغییر داد. 
در فصل پنجم از سریال انیمیشنی مردان ایکس: فرگشت، همان نسخه را از چهار قسمت دارک فینکس اقتباس کرده بود. لایو اکشن دارک فینکس از مجموعه مردان ایکس در سال ۲۰۱۹، اقتباسی مستقیم از داستان است. 